# Cmentarz Podolski
Cmentarz Podolski (cz. Podolský hřbitov) – cmentarz położony w stolicy Czech w dzielnicy Praga 4 (Podolí) przy ulicy Doudovej 1.

## Historia
Cmentarz został założony w 1885 na granicy dzielnic Podolí i (Dvorce), przejął on rolę cmentarza przy kościele św Michała Archanioła, który w tym okresie został zamknięty i przekształcony w park. W 1912 cmentarz został dwukrotnie powiększony, nowe wejście zostało zlokalizowane po południowej stronie ulicy Na Klaudiance. Od tego wejścia do kaplicy cmentarnej prowadzi główna aleja, w północnej części znajduje się budynek z kancelarią cmentarza.
Cmentarz ma dziesięć kwater, w szóstej są dwa mauzolea członków organizacji Sokol Podolski i Pankrác Sokol, który zginęli podczas I i II wojny światowej. 